# 春川戰役
春川戰役，又稱春川大捷，是朝鮮戰爭開始後，朝鮮人民軍越過38線全面南侵而發起的戰役，結局是大韓民國國軍勝利，成功撤退。但也在這場戰役中，讓大韓民國國軍發現一些美械的不足，例如M3榴彈炮射程不夠。